# 藤原敦基
藤原 敦基（ふじわら の あつもと）は、平安時代後期の貴族・漢詩人。藤原式家、文章博士・藤原明衡の子。官位は正四位下・上野介。

## 経歴
白河天皇の皇太子時代よりその傍に仕え、また藤原師実の家司をも務める。文章得業生から、蔵人等を経た後、寛治2年（1088年）には文章博士に任ぜられる。父と同様に学識に秀で、特に漢詩の才をもっては当代随一であり、凡そ文に属する者で敦基の弟子でない者はない、とまで謳われた。著作として『国史後抄』『柱下類林』があり、また作品が『本朝続文粋』『本朝無題詩』等に収められている。
同時代の源義家と文武の双璧と称され、互いに交流も持った。娘は義家の子・義国に嫁いでいる。

## 官歴
- 治暦4年（1068年）：丹後守

## 系譜
- 父：藤原明衡
- 母：平実重の娘
- 妻：中原季成の娘
  - 男子：藤原令明（1074-1143）
  - 男子：藤原茂明
- 生母不明
  - 男子：藤原敦兼
  - 男子：藤原実信
  - 男子：藤原周光
  - 男子：心覚
  - 女子：源義国室
  - 養子：藤原敦光（1062-1144） - 実は敦基の同母弟